# Герої Радянського Союзу і кавалери ордена Слави (Полтавська область)
У цьому списку представлені, по районах, Герої Радянського Союзу і повні кавалери ордена Слави, які народилися на території сучасної Полтавської області.
Великобагачанський район

Даценко Іван Іванович

1. Бехтер Гаврило Іванович (кавалер ордена Слави)
2. Василенко Сергій Йосипович
3. Василенко Федір Омелянович
4. Вітер Данило Григорович
5. Ганущенко Володимир Васильович
6. Кияшко Григорій Григорович
7. Кияшко Михайло Федорович
8. Срібний Сидір Іванович
9. Шепель Іван Іванович 
Гадяцький район
10. Боряк Василь Семенович (кавалер ордена Слави)
11. Величай Михайло Лукич
12. Лимонь Микола Федорович 
Глобинський район
13. Анцеборенко Павло Опанасович
14. Борисенко Василь Павлович
15. Бурбига Іван Григорович (кавалер ордена Слави)
16. Дорошенко Іван Гнатович (кавалер ордена Слави)
17. Дяченко Федір Трохимович
18. Коваленко Василь Наумович
19. Литвиненко Іван Федорович
20. Панченко Михайло Тихонович
21. Таран Петро Тихонович
22. Федоренко Василь Володимирович
23. Хильчук Василь Никифорович
24. Чорноволенко Іван Гнатович
25. Шпаковський Сергій Петрович
Гребінківський район
26. Вовк Михайло Григорович (кавалер ордена Слави)
27. Кагамлик Григорій Сергійович
28. Риндя Василь Ілліч 
Диканський район
29. Даценко Іван Іванович
30. Гапон Григорій Євдокимович
31. Терещенко Михайло Кондратійович [1] 
Зіньківський район
32. Баленко Олександр Олексійович
33. Правденко Павло Дем'янович (кавалер ордена Слави)
34. Пшеничко Олексій Леонтійович
35. Рева Василь Лаврентійович
36. Рокитянський Олексій Онисимович
37. Романченко Іван Юхимович
38. Саранча Михайло Ксенофонтович
39. Телюков Василь Андрійович (кавалер ордена Слави)
40. Фенько Степан Григорович
41. Чирка Микола Спиридонович 
Карлівський район
42. Береговий Георгій Тимофійович (двічі Герой Радянського Союзу)
43. В'язовський Володимир Андрійович
44. Громницький Григорій Михайлович
45. Качалко Іван Єлизарович
46. Кизь Василь Дмитрович
47. Кучеренко Микола Пантелеймонович
48. Максименко Іван Пилипович (кавалер ордена Слави)
49. Мірошниченко Віктор Петрович
50. Родинка Сергій Лаврентійович 
Кобеляцький район
51. Дейнега Олексій Тихонович
52. Клименко Тихін Леонтійович
53. Марченко Федір Іларіонович
54. Мужайло Микола Тимофійович
55. Семенов Андрій Платонович
56. Соломоненко Іван Іванович
57. Чорний Петро Васильович (кавалер ордена Слави)
58. Шенгур Іван Петрович 
Козельщинський район
59. Вітер Денис Федорович (кавалер ордена Слави)
60. Кравченко Михайло Микитович (кавалер ордена Слави)
61. Манько Іван Костянтинович (кавалер ордена Слави)
62. Миленький Іван Андрійович
63. Нагнибіда Семен Макарович 
Котелевський район
64. Брикель Павло Порфирович
65. Діхтяр Микола Іванович
66. Ковпак Сидір Артемович (двічі Герой Радянського Союзу)
67. Петренко Дмитро Пилипович
68. Спичак Іван Іванович
69. Шевченко Олексій Васильович (кавалер ордена Слави) 
Кременчуцький район
70. Баль Микола Васильович
71. Глушко Михайло Пилипович
72. Михайлик Яків Данилович
73. Новохатько Михайло Степанович
74. Фещенко Петро Васильович
Кременчук
75. Блувштейн Олександр Абрамович
76. Готліб Емануїл Давидович
77. Крупський Віктор Йосипович
78. Молочников Микола Мусійович
79. Приходько Петро Сергійович
80. Таптунов Юрій Іванович
81. Ткаченко Ілля Іванович
82. Халаменюк Олександр Йосипович
Лохвицький район
83. Бондаренко Василь Ємельянович
84. Дронов Микита Дорофійович
85. Лєта Ілля Кузьмич
86. Матвієнко Микола Юхимович
87. Мироненко Олександр Олексійович
88. Севостьянов Сергій Федорович
89. Сердюк Григорій Михайлович
90. Усенко Євген Іванович
91. Шингирій Данило Павлович
92. Шульга Василь Павлович
Лубенський район
93. Дейкало Петро Григорович
94. Кук Василь Семенович
95. Меклін Наталія Федорівна
96. Мицик Василь Федорович
97. Пацюченко Валентин Федорович
98. П'ятикоп Михайло Євгенович
99. Рак Павло Миколайович
100. Рибкін Андрій Петрович
101. Сірик Дмитро Іванович
102. Стронський Кирило Федорович
103. Суботін Валентин Васильович
104. Федорин Дмитро Корнійович
105. Хало Володимир Олексійович
106. Халявицький Максим Михайлович
107. Чайка Олексій Омелянович
108. Шокало Федір Терентійович (кавалер ордена Слави)
109. Щербань Опанас Михайлович 
Машівський район
110. Єретик Данило Романович
111. Козка Іван Федосійович (кавалер ордена Слави)
112. Остапенко Йосип Васильович
113. Решетник Іван Григорович
114. Романенко Іван Іванович
115. Саєнко Іван Степанович
116. Тікунов Григорій Якович
117. Чередник Іван Якович
118. Шерстюк Федір Семенович (кавалер ордена Слави) 
Миргородський район
119. Бабенко Олексій Федорович
120. Гричук Василь Павлович [2]
121. Древаль Василь Тимофійович
122. Зуєнко Іван Семенович
123. Корсун Микола Нестерович
124. Кривенко Феодосій Піменович
125. Лазоренко Василь Григорович
126. Марусиченко Костянтин Іванович
127. Мінін Федір Іванович
128. Міщенко Олексій Дмитрович
129. Онопрієнко Іван Олексійович
130. Посвіт Павло Акимович
131. Рубан Андрій Фролович
132. Щербань Іван Пилипович (кавалер ордена Слави) 
Новосанжарський район
133. Безверхий Олексій Гнатович
134. Воротник Степан Григорович
135. Гавриш Іван Єгорович
136. Герасименко Андрій Федорович (кавалер ордена Слави)
137. Горбенко Іван Тихонович
138. Дегтярьов Володимир Арсентійович
139. Кібкалов Михайло Мойсейович
140. Науменко Віктор Петрович
141. Пасько Олексій Опанасович [1]
142. П'ятенко Іван Маркович 
Оржицький район
143. Бабак Демид Іванович
144. Власенко Сергій Платонович
145. Малущенко Митрофан Єгорович
146. Петрик Опанас Пилипович
147. Приходько Сергій Тихонович
148. Шакалій Василь Ілліч (кавалер ордена Слави) 
Пирятинський район
149. Бабак Олег Якович
150. Бідненко Олександр Іванович
151. Іванько Олександр Андрійович
152. Мирвода Семен Никифорович
153. Нефедов Анатолій Іванович
154. Пляшечник Яків Іванович
155. Пономаренко Павло Андрійович
156. Сербин Федір Петрович
157. Толстой Іван Федосійович
158. Третяк Іван Лукич
159. Цибань Петро Федотович 
Полтава
160. Геращенко Михайло Мойсейович
161. Гетьман Семен Григорович
162. Гончаренко Владислав Федорович
163. Дикун Георгій Васильович [1]
164. Кучерявенко Михайло Іванович
165. Лютий Олександр Сергійович [1]
166. Мироненко Віктор Арсентійович
167. Стадничук Микола Михайлович
168. Убийвовк Олена Костянтинівна
169. Штриголь Віктор Михайлович
170. Якушев Анатолій Іванович
Полтавський район
171. Білоусько Іван Васильович
172. Васько Олександр Федорович
173. Гордієнко Петро Павлович
174. Ківа Пилип Денисович
175. Кулик Григорій Іванович
176. Мохов Михайло Іванович
177. Ніколаєнко Володимир Миронович
178. Олепір Олексій Іванович 
Решитилівський район
179. Арендаренко Іван Іванович
180. Бондаренко Василь Юхимович
181. Давиденко Іван Євгенович (кавалер ордена Слави)
182. Дудка Лука Минович
183. Корячка Карпо Дмитрович
184. Олійник Іван Леонтійович
185. Поправка Павло Венедиктович
186. Юрченко Федір Маркович (кавалер ордена Слави) 
Семенівський район
187. Верховський Євген Федорович
188. Киричок Сергій Дмитрович
189. Сихно Петро Михайлович
190. Трембач Костянтин Григорович 
Хорольський район
191. Гриценко Михайло Ілларіонович
192. Клепач Прокофій Федорович
193. Леуцький Микола Опанасович
194. Третяк Іван Мусійович (Герой Соціалістичної Праці)
195. Чех Григорій Андронович [1]
196. Шевельов Павло Федорович
Чорнухинський район
197. Батієвський Олексій Михайлович
198. Козинець Олександр Лукич (кавалер ордена Слави)
199. Луговий Василь Петрович
200. Мележик Василь Опанасович
201. Перельот Олексій Дмитрович 
Чутівський район
202. Артюшенко Олександр Трохимович (кавалер ордена Слави)
203. Боровик Сергій Кононович (кавалер ордена Слави)
204. Кабаковський Григорій Самійлович
205. Петренко Василь Якович
206. Симоненко Микола Іванович
207. Швидкий Павло Васильович 
Шишацький район
208. Борідько Федір Петрович
209. Волкенштейн Сергій Сергійович